# Équipe de France de rugby à XV au Tournoi des Six Nations 2007
L'équipe de France de rugby à XV remporte le Tournoi des Six Nations 2007 en gagnant quatre match, pour une défaite. Il s'agit de la seizième victoire de l'équipe de France dans le Tournoi, elle vient après la victoire de 2006.
Le XV de France commence bien le Tournoi des Six Nations 2007 en battant nettement les Italiens à Rome (39-3), les Irlandais à Croke Park (20-17) et les Gallois au stade de France (32-21), mais il s'incline contre les Anglais à Twickenham (18-26). Une victoire acquise par 46 à 19 contre les Écossais au stade de France permet aux Bleus de remporter le Tournoi 2007 en devançant les Irlandais à la différence de points.

## Contexte
L'équipe de France est vainqueur du Tournoi des Six Nations 2006.
L'équipe d'Irlande bien que favorite du Tournoi, à la suite de son bilan favorable lors de la Tournée d'automne, sont battus 17 à 20 par la France lors de leur tout premier match à Croke Park. L'Angleterre et la France restent alors les seules équipes capables de remporter le Grand Chelem,,.

## Les joueurs
Le 5 janvier 2007, Bernard Laporte, sélectionneur des Bleus annonce un groupe de 40 joueurs sélectionnés pour le Tournoi des Six Nations. La compétition sert également à évaluer les joueurs afin de former le groupe de la tournée de juin en Nouvelle-Zélande ainsi que celui pour la Coupe du monde 2007, organisée en partie sur le territoire national .
Raphaël Ibañez est nommé capitaine de la sélection.
| Entraîneur | Entraîneur             | Bernard Laporte                                                       |
| Avants     | Pilier                 | Pieter de Villiers, Sylvain Marconnet, Nicolas Mas, Olivier Milloud   |
| Avants     | Talonneur              | Benoît August, Sébastien Bruno, Raphaël Ibañez , Dimitri Szarzewski   |
| Avants     | Deuxième ligne         | Grégory Lamboley, Lionel Nallet, Pascal Papé, Jérôme Thion            |
| Avants     | Troisième ligne aile   | Serge Betsen, Julien Bonnaire                                         |
| Avants     | Troisième ligne centre | Sébastien Chabal, Imanol Harinordoquy, Elvis Vermeulen                |
| Arrières   | Demi de mêlée          | Jean-Baptiste Élissalde, Pierre Mignoni, Dimitri Yachvili             |
| Arrières   | Demi d'ouverture       | Lionel Beauxis, David Skrela                                          |
| Arrières   | Centre                 | Florian Fritz, Yannick Jauzion, David Marty                           |
| Arrières   | Ailier                 | Vincent Clerc, Christophe Dominici, Cédric Heymans, Aurélien Rougerie |
| Arrières   | Arrière                | Clément Poitrenaud, Damien Traille                                    |

## Résultats des matchs

### Italie - France
(mt 3 - 22)
Points marqués : 
Italie :
- 1 pénalité de Pez (35e)

France :
- 5 essais de Dominici (23e), Heymans (30e), Chabal (39e, 44e) et Jauzion (62e)
- 4 transformations de Skrela (24e, 31e, 45e, 63e)
- 2 pénalités de Skrela (11e) et Beauxis (71e)

Évolution du score : 0-0, 0-3, 0-8, 0-10, 0-15, 0-17, 3-17, 3-22, 3-27, 3-29, 3-34, 3-36, 3-39
Arbitre :  Wayne Barnes
Résumé : Le match voit une domination des Français, concrétisée à la marque par cinq essais, dont deux de Sébastien Chabal qui fait son retour dans le XV de France. Sylvain Marconnet fête sa 69e sélection, rejoignant Christian Califano au premier rang des piliers les plus capés de l'équipe de France. Lionel Beauxis décroche lui sa première sélection,,,.
Ce match marque l'apparition du Trophée Giuseppe-Garibaldi récompensant le vainqueur du match du Tournoi à la manière de la Calcutta Cup (Angleterre contre Écosse) ou la Bledisloe Cup (Nouvelle-Zélande contre Australie). La France gagne donc le trophée.
| France · Titulaires · Clément Poitrenaud 15 · Cédric Heymans 14 · Yannick Jauzion 13 · 69e Florian Fritz 12 · Christophe Dominici 11 · David Skrela 10 · Pierre Mignoni 9 · 72e Sébastien Chabal 8 · 66e Julien Bonnaire 7 · Serge Betsen 6 · Jérôme Thion 5 · Lionel Nallet 4 · Pieter de Villiers 3 · 58e Raphaël Ibañez 2 · Olivier Milloud 1 · Remplaçants · 58e Dimitri Szarzewski 16 · 58e Sylvain Marconnet 17 · 72e Pascal Papé 18 · 66e Imanol Harinordoquy 19 · Dimitri Yachvili 20 · 69e Lionel Beauxis 21 · Vincent Clerc 22 · Entraîneur · Bernard Laporte |  |  |  | Italie · Titulaires · 15 Roland de Marigny · 14 Denis Dallan · 13 Gonzalo Canale 77e · 12 Mirco Bergamasco · 11 Andrea Masi · 10 Andrea Scanavacca 12e · 9 Paul Griffen 71e · 8 Sergio Parisse · 7 Mauro Bergamasco · 6 Josh Sole · 5 Marco Bortolami · 4 Santiago Dellapè 68e · 3 Carlos Nieto 48e · 2 Fabio Ongaro 48e · 1 Salvatore Perugini 48e · Remplaçants · 16 Carlo Festuccia · 17 Andrea Lo Cicero 48e · 18 Martin Castrogiovanni 48e · 19 Roberto Mandelli 68e · 20 Alessandro Troncon 71e · 21 Ramiro Pez 12e · 22 Kaine Robertson 77e · Entraîneur · Pierre Berbizier |

### Irlande - France
(mt 11 - 13)
Points marqués : 
Irlande :
- 1 essai d'O'Gara (32e)
- 4 pénalités d'O'Gara (12e, 32e, 56e, 77e)

France :
- 2 essais de Ibanez (14e) et Clerc (78e)
- 2 transformations de Skrela (15e) et Beauxis (79e)
- 2 pénalités de Skrela (3e, 9e)

Évolution du score : 	0-3, 0-6, 3-6, 3-13, 6-13, 11-13, 14-13, 17-13, 17-20
Arbitre :  Steve Walsh
Résumé : Cinq changements sont effectués dans le XV de France par rapport au premier match avec la rentrée de Sylvain Marconnet, Pascal Papé, Imanol Harinordoquy, David Marty et Vincent Clerc qui prennent la place respectivement de Olivier Milloud, Jérôme Thion, Julien Bonnaire, Florian Fritz et Cédric Heymans.
Il y a deux changement dans le XV irlandais, Brian O'Driscoll et Peter Stringer sont tous les deux blessés et sont remplacés par Geordan Murphy (Shane Horgan passant au centre) et Isaac Boss.
L'Irlande étant favorite de la compétition, la victoire française marque la surprise et l'histoire. Ce premier match de rugby à XV au Croke Park est notamment marqué par l'essai de Vincent Clerc, à la 78e minute. La France était alors mené 17-13. Tentant sa chance, l'Ailier du Stade toulousain avance dans les lignes, bat trois défenseurs, résiste au retour de Paul O'Connell et marque l'essai qui, transformé par Lionel Beauxis, offre la victoire aux Bleus (17-20),,,.
| France · Titulaires · 75e Clément Poitrenaud 15 · Vincent Clerc 14 · David Marty 13 · Yannick Jauzion 12 · Christophe Dominici 11 · 57e David Skrela 10 · Pierre Mignoni 9 · 54e Sébastien Chabal 8 · Imanol Harinordoquy 7 · Serge Betsen 6 · 51e Pascal Papé 5 · Lionel Nallet 4 · 59e Pieter de Villiers 3 · 69e Raphaël Ibañez 2 · Sylvain Marconnet 1 · Remplaçants · 65e Sébastien Bruno 16 · 59e Olivier Milloud 17 · 51e Jérôme Thion 18 · 54e Julien Bonnaire 19 · 57e Lionel Beauxis 20 · 75e Cédric Heymans 21 · Entraîneur · Bernard Laporte |  |  |  | Irlande · Titulaires · 15 Girvan Dempsey · 14 Geordan Murphy 60e · 13 Gordon D'Arcy · 12 Shane Horgan · 11 Denis Hickie · 10 Ronan O'Gara · 9 Isaac Boss · 8 Denis Leamy · 7 David Wallace · 6 Simon Easterby 64e · 5 Paul O'Connell · 4 Donncha O'Callaghan · 3 John Hayes · 2 Rory Best 60e · 1 Marcus Horan · Remplaçants · 16 Jerry Flannery 60e · 17 Simon Best · 18 Mick O'Driscoll · 19 Neil Best 64e · 20 Eoin Reddan · 21 Paddy Wallace · 22 Andrew Trimble 60e · Entraîneur · Eddie O'Sullivan |

### France - Pays de Galles
(mt 23 - 14)
Points marqués : 
France :
- 2 essais de Dominici (28e) et Nallet (34e)
- 2 transformations de Skrela (29e, 35e)
- 6 pénalité de Skrela (8e, 17e, 36e, 45e, 50e) et Beauxis (80e)

Pays de Galles :
- 3 essais de Popham (10e), Shanklin (14e) et Robinson (75e)
- 2 transformations de S.Jones (11e, 15e)

Évolution du score : 	3-0, 3-7, 3-14, 6-14, 13-14, 20-14, 23-14, 26-14, 29-14, 29-21, 32-21
Arbitre :  Tony Spreadbury

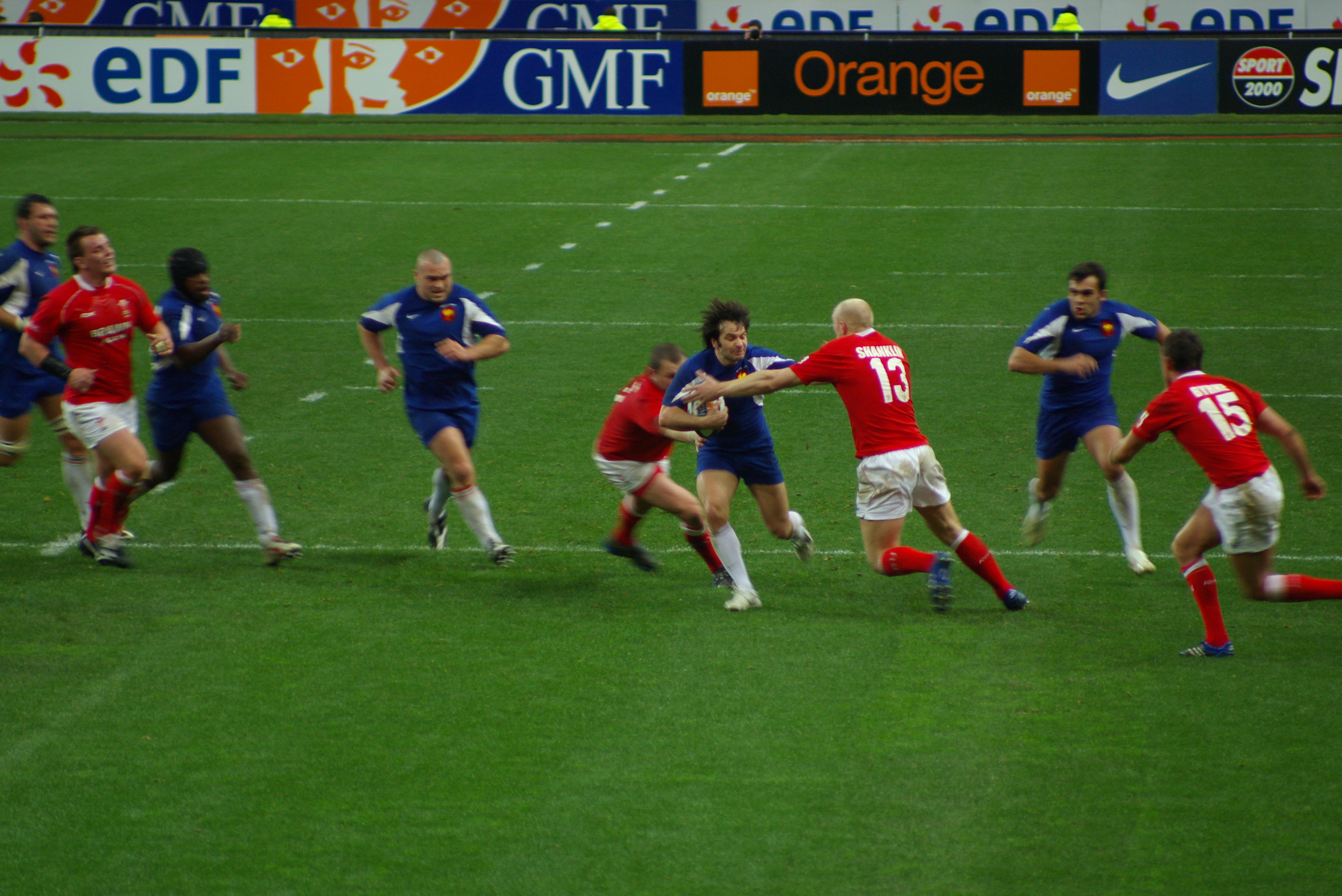
Match France-Pays de Galles du Tournoi des Six Nations 2007 : percée de Christophe Dominici.

Résumé : Pour son premier match à domicile, la France bat l'équipe du pays de Galles. La France prend la tête à la suite de la défaite anglaise face à l'Irlande (41-13) la même après-midi. Les premières 15 minutes du match sont cependant marquées par une domination galloise (3-14), avec deux essais de Alix Popham et Tom Shanklin,,.
| France · Titulaires · Clément Poitrenaud 15 · Christophe Dominici 14 · David Marty 13 · Yannick Jauzion 12 · Vincent Clerc 11 · 75e David Skrela 10 · Pierre Mignoni 9 · 68e Elvis Vermeulen 8 · Julien Bonnaire 7 · Serge Betsen 6 · Jérôme Thion 5 · 75e Lionel Nallet 4 · 62e Nicolas Mas 3 · 75e Raphaël Ibañez 2 · Olivier Milloud 1 · Remplaçants · 75e Benoît August 16 · 62e Sylvain Marconnet 17 · 75e Grégory Lamboley 18 · 68e Imanol Harinordoquy 19 · Dimitri Yachvili 20 · 75e Lionel Beauxis 21 · Aurélien Rougerie 22 · Entraîneur · Bernard Laporte |  |  |  | Pays de Galles · Titulaires · 15 Lee Byrne · 14 Shane Williams · 13 Tom Shanklin · 12 James Hook · 11 Mark Jones 45e · 10 Stephen Jones · 9 Dwayne Peel 64e · 8 Ryan Jones · 7 Martyn Williams · 6 Alix Popham 66e · 5 Alun Wyn Jones 35e 40e · 4 Ian Gough 70e · 3 Chris Horsman 53e · 2 Matthew Rees 72e · 1 Gethin Jenkins · Remplaçants · 16 Thomas Rhys Thomas 73e · 17 Duncan Jones 53e · 18 Brent Cockbain 35e 40e 70e · 19 Jonathan Thomas 66e · 20 Mike Phillips 64e · 21 Ceri Sweeney · 22 Jamie Robinson 45e · Entraîneur · Gareth Jenkins |

### Angleterre - France
(mt 9 - 12)
Points marqués : 
Angleterre :
- 2 essais de Flood (47e) et Tindall (72e)
- 2 transformations de Flood (48e) et Geraghty (73e)
- 4 pénalité de Flood (8e, 31e, 35e) et Geraghty (67e)

France :
- 6 pénalité de Skrela (4e, 15e, 21e) et Yachvili (33e, 53e, 58e)

Évolution du score : 0-0, 0-3, 3-3, 3-6, 3-9, 6-9, 6-12, 9-12, 16-12, 16-15, 16-18, 19-18, 26-18
Arbitre :  Jonathan Kaplan
Résumé : La France perd son premier match, perdant également l'opportunité de faire un Grand Chelem. L'Angleterre remporte donc le Trophée Eurostar. Ce trophée récompense le vainqueur du match France-Angleterre lors du Tournoi des Six Nations,,.
| France · Titulaires · 74e Clément Poitrenaud 15 · Vincent Clerc 14 · David Marty 13 · Yannick Jauzion 12 · Christophe Dominici 11 · 40e David Skrela 10 · 74e Dimitri Yachvili 9 · 48e Sébastien Chabal 8 · Julien Bonnaire 7 · Serge Betsen 6 · Jérôme Thion 5 · Lionel Nallet 4 · Pieter de Villiers 3 · 67e Raphaël Ibañez 2 · Olivier Milloud 1 · Remplaçants · 67e Sébastien Bruno 16 · Nicolas Mas 17 · Pascal Papé 18 · 48e Imanol Harinordoquy 19 · 74e Pierre Mignoni 20 · 40e Lionel Beauxis 21 · 74e Cédric Heymans 22 · Entraîneur · Bernard Laporte |  |  |  | Angleterre · Titulaires · 15 Josh Lewsey · 14 David Strettle 73e · 13 Mike Tindall · 12 Mike Catt 77e · 11 Jason Robinson · 10 Toby Flood 58e · 9 Harry Ellis · 8 Nick Easter · 7 Tom Rees · 6 Joe Worsley 73e · 5 Tom Palmer 73e · 4 Martin Corry · 3 Julian White · 2 George Chuter · 1 Tim Payne · Remplaçants · 16 Lee Mears · 17 Stuart Turner · 18 Louis Deacon 73e · 19 Magnus Lund 73e · 20 Shaun Perry 77e · 21 Shane Geraghty 58e · 22 Mathew Tait 73e · Entraîneur · Brian Ashton |

### France - Écosse
(mt 20 - 14)
Points marqués : 
Écosse :
- 3 essais de Walker (7e), S.Lamont (40e) et Murray (76e)
- 2 transformations de Paterson (7e, 40e)

France :
- 6 essais d'Harinordoquy (28e), Jauzion (33e), Marty (51e), Heymans (58e), Milloud (62e) et Vermeulen (80e)
- 5 transformations de Beauxis (28e, 33e, 51e, 62e, 80e)
- 2 pénalités de Beauxis (19e, 36e)

Évolution du score :  0-0, 0-7, 3-7, 10-7, 17-7, 20-7, 20-14, 27-14, 32-14, 39-14, 39-19, 46-19
Arbitre :  Craig Joubert
Résumé : Grâce à un essai marqué à la dernière minute de jeu par Elvis Vermeulen, les Français l'emportent par 27 points d'écart, 46 à 19. Ils devaient gagner par plus de 23 points d'écart pour dépasser l'Irlande au classement et espérer remporter le Tournoi, avant le dernier match qui oppose un peu plus tard l'Angleterre au pays de Galles. Les Français remportent le Tournoi devant l'Irlande à la suite de la défaite des Anglais à Cardiff,,,
| France · Titulaires · 73e Clément Poitrenaud 15 · 77e Vincent Clerc 14 · David Marty 13 · Yannick Jauzion 12 · Cédric Heymans 11 · Lionel Beauxis 10 · Pierre Mignoni 9 · 77e Imanol Harinordoquy 8 · Julien Bonnaire 7 · Serge Betsen 6 · Jérôme Thion 5 · 55e Lionel Nallet 4 · Pieter de Villiers 3 · Raphaël Ibañez 2 · Olivier Milloud 1 · Remplaçants · Sébastien Bruno 16 · Nicolas Mas 17 · 55e Pascal Papé 18 · 77e Elvis Vermeulen 19 · Jean-Baptiste Elissalde 20 · 73e Damien Traille 21 · 77e Christophe Dominici 22 · Entraîneur · Bernard Laporte |  |  |  | Écosse · Titulaires · 15 Chris Paterson · 14 Sean Lamont · 13 Rob Dewey · 12 Andrew Henderson 77e · 11 Nikki Walker · 10 Dan Parks 52e · 9 Rory Lawson · 8 Allister Hogg 52e · 7 Johnnie Beattie · 6 Simon Taylor · 5 Scott Murray 47e · 4 Nathan Hines · 3 Euan Murray · 2 Ross Ford 64e · 1 Gavin Kerr 64e · Remplaçants · 16 Dougie Hall 64e · 17 Allan Jacobsen 64e · 18 Jim Hamilton 47e · 19 David Callam 52e · 20 Chris Cusiter · 21 Marcus Di Rollo 77e · 22 Rory Lamont 52e · Entraîneur · Frank Hadden |

## Statistiques individuelles

### Meilleur réalisateur
- David Skrela (47 points)

### Meilleurs marqueurs
Quatre joueurs ont marqué deux essais : Sébastien Chabal, Christophe Dominici, Cédric Heymans et Yannick Jauzion.

## Clubs français représentés dans leXV de France
- Stade toulousain : 7
- Stade français Paris : 6
- Biarritz olympique : 6
- ASM Clermont : 3
- USA Perpignan : 2
- CS Bourgoin-Jallieu : 2
- Castres olympique : 2

Trois joueurs évoluent dans le Championnat d'Angleterre.